# Kooyman Peak
Kooyman Peak är en bergstopp i Antarktis. Den ligger i Östantarktis. Nya Zeeland gör anspråk på området. Toppen på Kooyman Peak är 1 630 meter över havet, eller 214 meter över den omgivande terrängen. Bredden vid basen är 1,6 km.
Terrängen runt Kooyman Peak är bergig åt sydost, men åt nordväst är den kuperad. Trakten är obefolkad. Det finns inga samhällen i närheten. 